# 1632
Cette page concerne l'année 1632  du calendrier grégorien.

## Événements
- 18 mai : répression de la révolte des janissaires à Istanbul par le sultan Mourad IV, qui commence son règne personnel le 29[1].
- 2 juin : guerre civile en Éthiopie. Les révoltés contre la religion romaine imposée en 1621 sont écrasés à Ouaïna-Dega (Wayna-Dega) par les troupes du négus Sousnéyos[2].
- 11 juin-10 septembre : siège et prise d’Hooghly[3]. Les Portugais d’Hooghly, en Inde, qui prélevaient des taxes sur le tabac, capturaient des enfants pour en faire des esclaves et pratiquaient les conversions forcées (jésuites) sont défaits par le gouverneur du Bengale[4].
- 25 juin (ou le 14 juin[5]) : Le négus d’Éthiopie Sousnéyos rétablit la religion nationale puis abdique en faveur de son fils Fazilidas (fin de règne en 1667)[6].

- Victoire des troupes Mandchoues sur les Mongols. Ligdan doit s’enfuir au Qinghai et meurt peu après, en 1634. Son fils sera également vaincu et tué par les Mandchous (1635)[7]. Plusieurs khanats de Mongolie méridionale sont soumis par les Mandchous, et trois khans khalkhas, jusqu’alors restés à l’écart du conflit, envoient des présents à l’empereur mandchou Huang Taiji.
- Fondation de Iakoutsk en Sibérie[8].
- La Guinea Company ouvre des comptoirs à Komenda, Kormantin et Winneba sur le golfe de Guinée[9].

### Amérique
- 29 mars : l'Angleterre rend Québec à la France au traité de Saint-Germain-en-Laye[10].

- 20 avril : Isaac de Razilly est nommé « lieutenant général du roi pour tout le Canada »[11].
- 19 mai : la compagnie de la Nouvelle-France concède à Isaac de Razilly un important territoire en Acadie[12]. Les Anglais lui remettent Port-Royal (septembre).
- 20 juin : fondation de la colonie du Maryland, concédée par Charles Ier d'Angleterre au catholique George Calvert, lord Baltimore, qui reçoit le droit d’y distribuer des terres[13]. Celui-ci étant mort le 15 avril, c'est son fils Leonard Calvert qui prend possession de la colonie en 1634[14].
- 5 juillet : débarquement à Québec d’un premier contingent de 40 personnes qui viennent réclamer le poste à l’Angleterre. Le père Paul Le Jeune constate le piètre état de la colonie. Le 13 juillet, les Anglais quittent la ville[10]. La Compagnie de la Nouvelle-France reprend ses activités d’exploitation des pelleteries en Nouvelle-France.
- 8 septembre : Isaac de Razilly débarque à la Hève avec 300 hommes et prend possession de l'Acadie[15].

- Antilles : Antigua et Montserrat sont colonisées par les Anglais catholiques conduit par Sir Thomas Warner[16]. Tobago est colonisée par la Compagnie néerlandaise des Indes occidentales[17].
- Abolition officielle du repartimiento, système de travail forcé imposé à la population indigène de l'Amérique espagnole et des Philippines[18].

### Europe
- 6 janvier : traité de Vic (Vic-sur-Seille) entre le roi de France et le duc de Lorraine[19].

- 12 février : début de la campagne de Franconie. Le général suédois Gustaf Horn prend Bamberg ; il se retire sur Wurzbourg à l'arrivée de Tilly le 8 mars[20].

- 9 avril : Philippe Christophe de Sötern, électeur-archevêque de Trèves, se place sous la protection du roi de France, dont les troupes occupent Philippsburg et la citadelle d’Ehrenbreitstein près de Coblence[21].
- 13 avril : Wallenstein retrouve son commandement à la suite des accords de Göllersdorf[19].

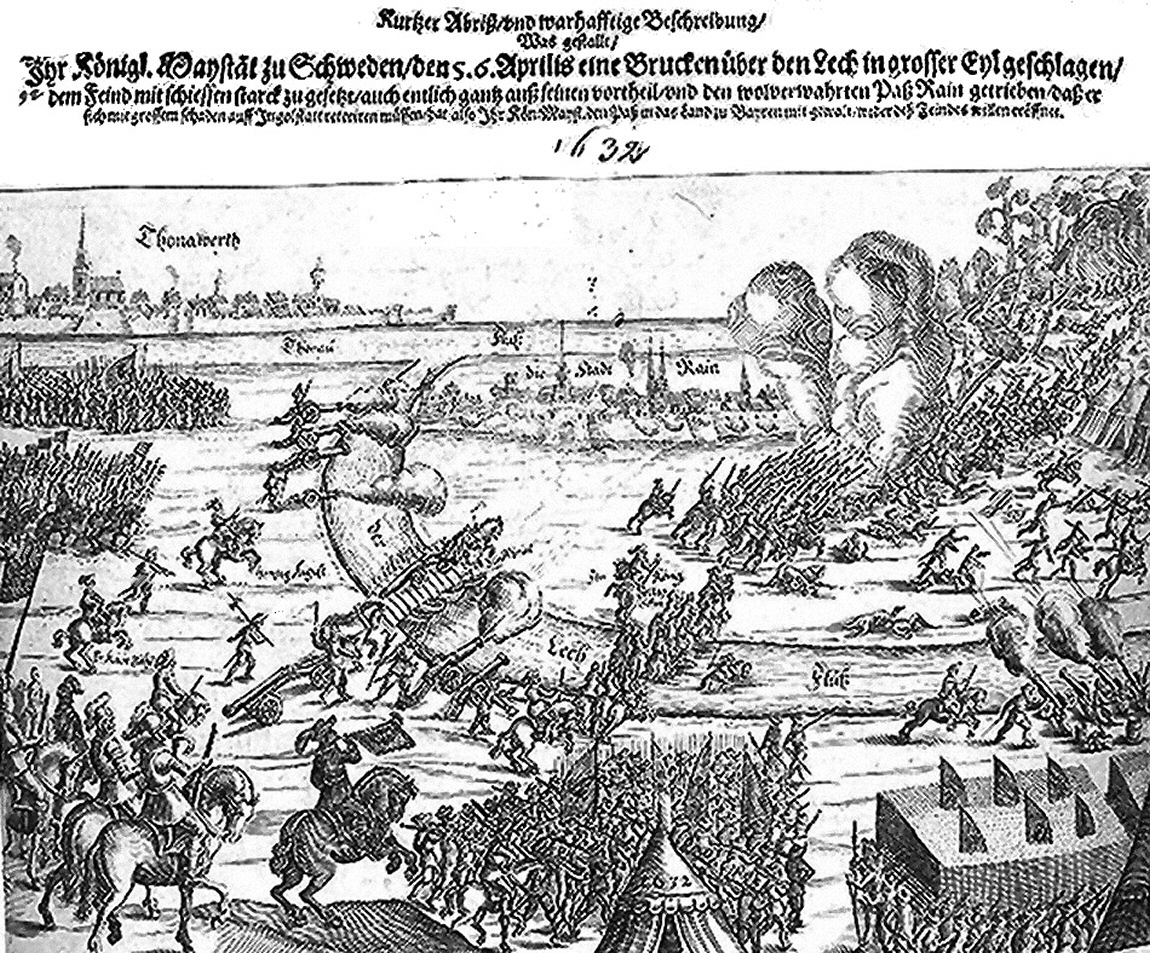
15 avril : bataille de Rain am Lech

- 15 avril : Tilly, vaincu à la bataille de Rain am Lech, sur le Lech, par Gustave II Adolphe de Suède, est mortellement blessé ; il meurt à Ingolstadt le 30 avril[20].
- 21 avril : les Mennonites adoptent la confession de Dordrecht[22].
- 17 mai : Gustave-Adolphe marche jusqu’à Munich alors que Bernard de Saxe-Weimar protège ses arrières sur le Rhin[20].
- 21 mai : entrevue de Rakonitz, entre Wallenstein et Arnim[20].
- 22 mai : Wallenstein prend Prague aux Saxons[20].

- Juin : les Hollandais prennent Ruremonde et Venlo ; révolte nobiliaire dans les Pays-Bas espagnols[19].
- 26 juin : traité franco-lorrain de Liverdun où Louis XIII monnaie l’évacuation du Barrois[23].
- 30 juin : Gustave II Adolphe de Suède signe la charte de fondation de l'Université de Tartu, qui est inaugurée le 25 octobre suivant[24].
- 4 juillet : un autodafé est organisé à Madrid[25] pour fêter la délivrance de la reine. Les membres de la synagogue secrète de la capitale y sont punis.

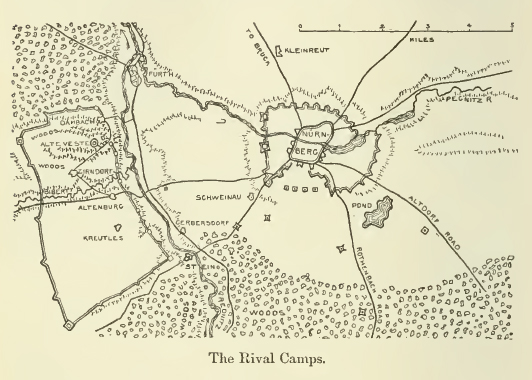
Juillet-septembre : siège de Nuremberg.

- Juillet-septembre : siège de l'Alte Feste[19]. Gustave-Adolphe, attaqué par les forces de Wallenstein supérieures en nombre, doit se mettre sur la défensive dans un camp retranché près de Nuremberg[20].
- 23 août : les Hollandais de Frédéric-Henri de Nassau prennent Maastricht[19].

- 18 septembre : Gustave-Adolphe abandonne le siège de Nuremberg[19].
- 20 septembre : Mathias Basarab devient voïévode de Valachie (fin en 1654)[26]. Il résiste aux attaques répétées de Basile le Loup, voïévode de Moldavie.

- 1er octobre : Gustave-Adolphe retourne en Bavière pour envahir l'Autriche et dégager la Saxe en attirant Wallenstein, mais celui-ci persiste à marcher contre la Saxe[20].
- 14 octobre : les Russes tentent de reprendre Smolensk pendant l’interrègne en Pologne. La guerre reprend entre la Pologne et la Russie (1632-1634) après la mort de Sigismond III Vasa[27].

- 1er-2 novembre : Wallenstein occupe Leipzig[20].
- 8 novembre : Ladislas IV Vasa (1595-1648) est élu roi de Pologne[28]. Il jouit d’une popularité certaine. Homme de guerre de talent, il se considère comme l’héritier de la couronne de Suède et lutte contre Gustave II Adolphe de Suède, à qui il reprend les ports prussiens. Mais la Diète lui refusera les subsides pour continuer la guerre. Il proclame la neutralité de la Pologne dans la guerre de Trente Ans, bien qu’il adopte une attitude favorable aux Habsbourg en épousant l’archiduchesse Cécile-Renée.
- 16 novembre : Gustave-Adolphe se retourne contre Wallenstein qu’il bat à la bataille de Lützen mais trouve la mort pendant la bataille[20]. Début du règne de Christine de Suède (fin en 1654). Le chancelier Axel Oxenstierna (1583-1654) est nommé tuteur de Christine et exerce la régence[29]. Le règne voit l'ascension politique et économique de la noblesse en Suède (1632-1660).

## Naissances en 1632
- 24 février : Antoine Benoist, peintre et médailleur français († 8 avril 1717).

- 18 mars : Luigi Strozzi, florentin, résident de France auprès du grand-duc de Toscane († 22 décembre 1700).

- 8 août : Johann Karl Loth, peintre baroque allemand († 6 septembre 1698).
- 29 août : John Locke, philosophe anglais († 28 octobre 1704).

- 12 septembre : Claude Lefèbvre, peintre français († 25 avril 1675).

- 20 octobre : Christopher Wren, architecte anglais († 25 février 1723).
- 24 octobre: Antoine van Leeuwenhoek, commerçant et microbiologiste hollandais († 26 août 1723).
- 31 octobre : Jan Vermeer, peintre hollandais († 15 décembre 1675).
- 23 novembre : Jean Mabillon, religieux et historien français, fondateur de la diplomatique († 27 décembre 1707).
- 24 novembre : Baruch Spinoza, philosophe hollandais († 21 février 1677).
- 28 novembre : Jean-Baptiste Lully, musicien français d'origine italienne († 22 mars 1687).

- Date précise inconnue :
  - Giacomo Alboresi, peintre italien († 9 février 1677).
  - Hendrik van Minderhout, peintre de marines néerlandais († 22 juillet 1696).
  - Wang Wu, peintre chinois († 1690).
  - Jan Wijnants, peintre hollandais († 23 janvier 1684).
  - Wu Li, peintre et dessinateur chinois († 1718).
- Vers 1632 :
- Jacob Jansz. Coeman, peintre hollandais (° 9 avril 1676).

## Décès en 1632
- 1er janvier : Giovanni Battista Agucchi, archevêque, collectionneur et théoricien de l'art italien (° 20 novembre 1570).
- 5 janvier : Antoinette de Pons, comtesse de La Roche-Guyon et marquise de Guercheville, première dame d'honneur de Marie de Médicis (° vers (1560).
- 31 janvier : Jost Bürgi, horloger et constructeur d'instruments suisse (° 28 février 1552).
- 10 février : Hafiz Ahmed Pacha, homme d'État ottoman (° (1564).
- 15 février : Dudley Carleton, collectionneur d'art, diplomate et secrétaire d’État anglais (° 10 mars 1573).
- 23 février : Giambattista Basile, écrivain italien, connu pour ses recueils de contes, adaptés par Charles Perrault et les frères Grimm (° 1566 ou 1575).
- 15 mars :
  - Maurice de Hesse-Cassel, landgrave de Hesse-Cassel, qui fait partie du Saint-Empire romain germanique (° 25 mai 1572).
  - Tokugawa Hidetada, shogun du Japon.
- 20 avril : Nicolas Antoine, théologien, étranglé puis brûlé à Genève pour s'être converti au judaïsme.
- 30 avril :
  - Jean t'Serclaes, comte de Tilly, général wallon au service de la Bavière[19].
  - Zygmunt Vasa, roi de Pologne et de Suède (° 20 juin 1566).
- 10 mai : Louis II de Marillac, comte de Beaumont-le-Roger et  maréchal de France (° (1572).
- 13 mai : Jean VI de Fossé, évêque de Castres (° vers 1554).
- 24 mai : Robert Hues, mathématicien et géographe anglais (° (1553).
- 25 mai :
  - William Knollys, 1er baron Knollys de Greys, puis 1er vicomte Wallingford, et finalement 1er comte Banbury (° (1544).
  - Adam Tanner, théologien jésuite autrichien (° 14 avril 1572).
- 2 juin : Ernest-Casimir de Nassau-Dietz, général, comte de Nassau-Dietz, stathouder de Frise de Drenthe et de Groningue (° 22 décembre 1573).
- 16 juillet : Conrad Schetz de Grobbendonck, administrateur et diplomate des Pays-Bas méridionaux (° 19 mars 1553).
- 19 juillet :  Juan de Torres Osorio, évêque espagnol (° 16 janvier 1562).
- 7 août : Michel de Marillac, homme politique français (° 28 août 1560).
- 25 août : Thomas Dekker, dramaturge anglais (° vers 1572).
- 3 septembre : Carlo Bononi, peintre du classicisme italien de l'école de Ferrare finissante (° 1569)[30].
- 17 septembre : Sousnéyos, négus d’Éthiopie[5].
- 30 septembre : Thomas Allen, mathématicien et astrologue anglais (° 21 décembre 1542).
- 1er octobre : Nanbu Toshinao, daimyo du début de l'époque d'Edo (° 13 avril 1576).
- 6 octobre : Anne de Clèves, duchesse de Juliers et de Berg, comtesse de Ravensberg (° 1er mars 1552).
- 12 octobre : Kutsuki Mototsuna, commandant samouraï au cours des périodes Azuchi Momoyama et Edo du Japon (° 1549).
- 14 octobre : François II de Lorraine, troisième fils du duc Charles III et de Claude de France (° 27 février 1572).
- 18 octobre : Gabriel Pereira de Castro, poète et magistrat portugais (° 7 février 1571).
- 23 octobre : Giovanni Battista Crespi, dit le Cerano, peintre italien de la fin du XVIe et du début du XVIIe siècle (° 23 décembre 1573).
- 28 octobre : Kuki Moritaka, samouraï japonais (° 1573).
- 30 octobre : Henri II de Montmorency, duc de Montmorency, décapité sur ordre de Richelieu.
- 5 novembre : Henry Percy, 9e comte de Northumberland, humaniste et mécène des sciences et des arts anglais (° 27 avril 1564).
- 9 novembre : Miyake Yasunobu, daimyo de l'époque Azuchi Momoyama au début de l'époque d'Edo (° 1563).
- 16 novembre : Gustave II Adolphe (Gustav-Adolph) figure légendaire de Suède et défenseur du protestantisme est tué à la bataille de Lützen.
- 29 novembre : Frédéric V du Palatinat.
- ? novembre : Jean-Baptiste du Val, orientaliste et antiquaire français (° vers 1570).
- 2 décembre : Jean-François de La Guiche, militaire français (° 1569).
- 8 décembre : Philippe van Lansberge, mathématicien et astronome belge (° 25 août 1561).
- 17 décembre : Francis Manners, 6e comte de Rutland, noble anglais (° 1578).
- 18 décembre : Girolamo Curti, peintre italien (° 7 avril 1575).
- Date précise inconnue :
  - Antoine d'Aroz, Seigneur d'Aroz, Chevalier de la Confrérie de Saint-Georges, s'est éteinte la Maison d’Aroz du Comté de Bourgogne, Franche-Comté.
  - Jean Boucher, peintre français (° 1575).
  - Johannes Geysius, mathématicien allemand (° ?).
  - Alexandre Hardy, dramaturge français (° vers 1570).
  - Abraham Janssens, peintre baroque flamand (° 1575).
  - Pierre Levesville, architecte français (° 1570).
  - Pierre L'Hermite, seigneur et gentilhomme français (° 1574).
  - Vincenzo Rustici, peintre italien de l'école siennoise (° 1556).
  - Nathanael Tarporley, mathématicien et astronome anglais (° 1564).
  - Yuntanza Seishō, aristocrate et fonctionnaire du gouvernement du royaume de Ryūkyū (° 1556).
- 1632 ou 1633 :
- Michel Jacobsen, corsaire dunkerquois et vice-amiral pour le compte du Roi d'Espagne (° 1560).
- Vers 1632 :
  - Filip Fabricius, officier catholique bohémien (° vers 1570).
  - Charles du Lys, juriste français (° 1559).